# Galaktosæmi
Galaktosæmi er en arvelig enzymdefekt, der medfører nedsat eller manglende evne til at nedbryde galaktose, som er den ene halvdel af mælkesukker (lactose).
Mælkesukker omdannes normalt gennem en række mellemprodukter til galaktose-1-fosfat. 
Hos nogle mennesker er en arvelig fejl årsag til, at et af de nødvendige enzymer i omdannelsen mangler. Det medfører ophobning af galaktose-1-fosfat i celler og væv, hvilket fører til skader på hjerne og andre organer. 
Galaktosæmi er et sjældent handicap. Sundhedsstyrelsen oplyser (2008), at der forekommer 38 tilfælde i Danmark, og at Center for små handicapgrupper anslår en forekomst på ca. 55 patienter i Danmark. 
Der forefindes en patientforening, Galaktosæmiforeningen. 